# Complexul Muzeal Arad
Complexul Muzeal Arad este o instituție publică de cultură subordonată Consiliului Județean Arad.

## Istoric
Muzeul din Arad a fost deschis în 1893 ca expoziție de relicve al revoluției pașoptiste, etalată în holul de la etajul II al Teatrului de Stat. Două decenii mai târziu, muzeul a fost mutat în noul construitul Palat Cultural (1913), alături de filarmonica și biblioteca orașului. Aici au fost amenajate, alături de vechea expoziție de relicve, săli de expunere pentru colecția de arheologie și istorie medievală precum și o galerie de artă europeană. În perioada interbelică, au fost adaugate o expoziție de etnografie și două camere memoriale dedicate oamenilor politici arădeni Vasile Goldiș și Ștefan Cicio-Pop (1934).
După preluarea puterii de către comuniști, colecțiile și expozițiile de bază au fost reorganizate în spiritul noii ideologii, în 1954-1955 fiind redeschise secția de istorie veche, “Muzeul Revoluției de la 1848” și galeria de artă iar în 1956 expoziția de etnografie. În intervalul 1958 – 1988, au fost amenajate secții ale muzeului în judet: Lipova (Muzeul Orașenesc - 1958), Șiria (Muzeul Memorial I. Slavici și E. Montia - 1960), Săvârșin (Muzeul de Artă și Etnografie – 1988) și Miniș (Muzeul Viei și Vinului – 1988).
După o reamanajare radicală care a durat mai bine de doi ani, expoziția permanentă de arheologie și istorie din cadrul Palatului Cultural, a fost redeschisă în 1979. Galeria de artă a fost mutată într-un nou sediu, pe care îl ocupă si astazi, unde a fost vernisată în 1984.
În urma schimbarilor politice din decembrie 1989, expozițiile de bază au eliberate de balastul ideologic, iar în 1992 a fost deschisă secția de științe ale naturii și un an mai târziu cea de istorie interbelică. Galeria de artă, remodelată în întregime, a fost vernisată, în forma ei actuala, în 1998. În decembrie 2004, a fost vernisată expoziția permanenta ”Arad – Decembrie 1989”.
Din anul 1967 apare publicația Ziridava care cuprinde articole și studii științifice, ilustrând aria de acoperire a secțiilor muzeului. Începând din 1992 se editează revista Studii și Comunicări de Artă și Arhitectură, din 1995 Armonii Naturale, cuprinzând cercetari în domeniul științelor naturii, iar din 1999 Zarandul, revistă de cercetări etnologice.
Atelierul multimedia Kinema Ikon, înființat în 1970, editeaza, începând cu anul 1994, revista ntermedia, și produse hypermedia iar în anul 2003, a reprezentat România la Bienala de Artă Contemporană de la Veneția. Kinema Ikon organizează anual, începând din 2014, Media Art Festival Arad, ajuns în 2024 la ediția a 11-a. 
La ora actuală, muzeul deține peste 125.000 piese și este un actor foarte activ pe scena culturală arădeana fiind un ferment în reformarea acesteia.

## Expoziții permanente

### Arheologie și istorie
Sectia de arheologie si istorie cuprinde 15 săli de expoziție, situate la primul și al doilea etaj al Palatului Cultural (intrarea dinspre Bd. Dragalina). Cele peste 2000 de exponate ilustrează evoluția zonei arădene, în contextul istoriei României, de la primele urme ale prezenței umane și până la instalarea regimului comunist.
Cele mai semnificative piese ale colecției de arheologie sunt etalate în primele șapte săli. Majoritatea provin din cercetările arheologice efectuate de specialiștii și colaboratorii instituției pe parcursul ultimului secol.
Unelte cioplite din silex si opal, descoperite pe valea superioară a Crișului Alb (Iosășel-Gurahonț) și pe terasele dealurilor care mărginesc cursul inferior al Mureșului (Conop, Zăbrani, Cladova) reprezintă cele mai vechi urme ale prezenței umane în zona noastră. Ele datează de acum aproximativ 100.000 de ani.
Mult mai numeroase sunt descoperirile din epoca neolitică (mileniile V - IV î.d.Hr.). Ele provin de pe întreg teritoriul județului de astăzi și ilustrează atât progresele tehnice cât și creșterea demografică înregistrate în zona noastră. Sunt expuse unelte din piatră șlefuită, os, corn precum și vase din lut ars, descoperite la Pecica, Sânpetru German si Sântana. Remarcabil este un fragment de vas, ornamentat cu o figurină feminină - “Venus de la Sânpetru German” (a doua jumătate a mileniului IV î.d.Hr.).
Cel mai important sit de epoca bronzului (mileniile III - II î.d.Hr.) din vestul României, Pecica-“Sântul Mare”, este reprezentat printr-o diversitate de piese: vase din lut, unelte și arme din piatră, os, corn și bronz (inclusiv forme de turnare), obiecte de podoabă, accesorii vestimentare și jucării. De asemenea, sunt expuse și piesele recuperate din depozitul de bronzuri descoperit cu ocazia excavării fundației pentru hotelul “Astoria” din Arad precum și cele din situl de la Vârșand (între acestea, și vestitul car miniatural din lut). Toate acestea ilustrează înaltul nivel de civilizație la care au ajuns primele generații de indo-europeni așezați în zona Mureșului inferior.
Câteva piese de excepție încearcă să sugereze o imagine asupra societății primei vârste a fierului (Hallstatt) (prima jumătate a mileniului I î.d.Hr.) din Câmpia Aradului: o cunună de laur, provenind dintr-un mormânt, descoperit acum peste 100 de ani, în preajma așezării fortificate de la Sântana (cea mai mare din sud-estul Europei, acoperind o suprafață de 78 ha), o spadă de fier precum și o urnă funerară, descoperită pe teritoriul municipiului Arad. La acestea se adaugă piese comune de inventar gospodăresc: vase, râșnițe, unelte etc.
Sala dedicată celei de a doua jumătăți a mileniului I î.d.Hr. (a doua vârstă a fierului - Latène) grupează cele mai relevante descoperiri aparținătoare civilizațiilor dacică și celtică. Sunt expuse ceramică, unelte, arme și accesorii vestimentare provenind din necropola celtică din Aradul Nou (mijlocul secolului IV î.d.Hr.), inclusiv inventarul unui mormânt de druid, precum și diverse piese din așezările și fortificațiile dacice de pe valea Mureșului inferior și a Crișului Alb (Varadia de Mureș, Săvârșin, Pecica, Berindia, Clit). Rețin atenția în mod deosebit monedele de argint (imitații după tetradrahme macedoniene) din tezaurul descoperit la Silindia (627 de piese, însumând peste 11 kg). Materialul complementar întregește imaginea asupra ascensiunii puterii dacilor în prima jumătate a sec. I î.d.Hr., care a culminat cu domnia lui Burebista (cca 80 - 44 î.d.Hr.).
Razboaielor daco-romane (101-102, 105-106) le este alocată o sală specială. Cele mai semnificative piese, prelevate în timpul cercetărilor arheologice de la Pecica-“Sântul Mare” (sit cunoscut deja pentru descoperirile de epoca bronzului), presupusă Ziridava, pomenită de Ptolemeu, ilustrează nivelul civilizației materiale atinse de societatea dacică din zona Mureșului inferior în preajma cuceririi romane. Hărți și replici după piese originale explică sugestiv desfășurarea și importanța războaielor dacice.
Perioada provinciei romane Dacia (106 - 271) este ilustrată de o hartă murală, macheta unui castru roman precum și de numeroase piese originale, provenind de la Apulum (Alba Iulia), Micia, Aradul Nou, Lipova, Olari, Aquincum (Budapesta) etc. Zona arădeană nu a fost parte integrantă a provinciei. Aici au continuat să locuiască, sub atenta supraveghere romană, comunitați de daci și sarmați.
În epoca marilor migrații (sec. III - X), teritoriul dintre Tisa, Crișul Alb si Mureș a fost dominat succesiv de către sarmați, goți, huni, gepizi, avari și slavi. Vestigii aparținătoare acestor neamuri (ceramică, arme, accesorii vestimentare, podoabe) sunt expuse alături celor ale polulației romanice autohtone. Atrage atenția replica unui cuptor de ars ceramică din așezarea de meșteri olari de la Ceala. Aceasta a funcționat în perioada secolelor III - V, producând veselă pentru toate comunitățile așezate în Câmpia Aradului (sarmați, daci, germanici).
O ampla frescă prezintă situația geo-politică a spațiului intracarpatic de la cumpăna veacurilor X - XI. Materialul arheologic etalat ilustrează primele incursiuni militare maghiare (inventarul mormintelor de cavaleri unguri de la Siclău) și rezistența formațiunilor politico-militare românești (descoperirile din cetatea de pământ de la Arad-Vladimirescu).
Primele informații scrise despre realitățile din zona arădeană sunt cuprinse în Legenda Sfântului Gerard (1035), paginile referitoare la acestea fiind expuse, în facsimil, alături de obiecte de podoabă, piese de cult și ceramică din perioada secolelor XI - XIII.
Primele două săli de la etajul doi al expoziției sunt dedicate secolelor XIV - XVII, o perioadă frământată, pe parcursul căreia părțile arădene s-au aflat succesiv în stăpânirea regatului maghiar, a principatului autonom al Transilvaniei (1541-1552, 1595-1599, 1601-1615), a Înaltei Porți otomane (1552- 1595, 1615-1687), a voievodului român Mihai Viteazul (1599-1601) pentru a fi, în cele din urmă, cucerite de către trupele habsburgice (1687).
În prima sală sunt prezentate ocupațiile locuitorilor zonei noastre printr-o serie de piese originale, documente, stampe și machete: un plug de lemn, o monoxilă descoperită în mâlul Crișului Alb, unelte de pescuit (plasă, trident, oștie), căni de breaslă din cositor și faianța, diplome și sigilii de breaslă, macheta unei mori pe apă etc. În continuare, sunt evocate principalele evenimente politice ale perioadei cu ajutorul a numeroase hărți murale, stampe, documente, machete și piese originale (arme, armuri, truse de paradă).
Intrarea în prima sala de epoca modernă este marcată de portretele lui Horia, Cloșca și Crișan, conducătorii celei mai mari răscoale populare (1784) din secolul european al luminilor. Documentele expuse circumscriu aria de răspândire a răscoalei pe valea inferioară a Mureșului și a Crișului Alb. Alăturat, sunt etalate numeroase piese meșteșugărești, documente și planuri care dau măsura dezvoltării economice a zonei. Steagul, stema, cornul de vânătoare și diploma de oraș liber regesc (1834) marchează eliberarea orașului de aservirea medievală.
Principalul punct de atracție din cadrul segmentului de expoziție dedicat istoriei moderne îl constituie piesele legate de Revoluția europeană de la 1848/49. Este vorba, în primul rând, de obiectele personale ale celor 13 generali din statul major al armatei revoluționare maghiare care au fost executați sub zidurile cetății Aradului în 6 octombrie 1849. Un abundent material complementar contextualizează evenimentele desfășurate în zona arădeană. Două momente politice de importanță majoră pentru istoria poporului român - unirea principatelor române Moldova și Țara Românească (1859) și cucerirea independenței (1877) - sunt ilustrate sugestiv prin hărți, documente, fotografii și arme.
Avântul dezvoltării economice, emulația mișcării culturale și politice locale din a doua jumătate a secolului XIX pot fi intuite cu ajutorul numeroaselor fotografii de epocă, documente și obiecte tridimensionale expuse în culoarul de acces spre sala Memorandului.
Traveea care prezintă organizarea mișcării muncitorești arădene subliniază corelarea ei cu mișcarea socialistă europeană iar macheta avionului "Vlaicu 2" amintește de zborul demonstrativ din 1912 de la Arad al inginerului inventator Aurel Vlaicu.
Sala Memorandului cuprinde fotografii și documente care evocă protestul politic al românilor la curtea de la Viena (1892) cu privire la drepturile lor naționale. În continuare, ampla prezentare a primului război mondial, împreună cu mișcarea voluntarilor și a emigrației române au darul ăa pregătească vizitatorul pentru înțelegerea procesului istoric al prăbușirii imperiilor țarist și austro-ungar.
Sala Unirii ilustrează desăvârșirea procesului de constituire a statului național român, subliniind rolul marcant al Aradului în cursul lunii noiembrie 1918 pentru organizarea Marii Adunări Naționale de la Alba Iulia din 1 decembrie 1918. Steaguri, arme, decorații, acte oficiale ale Gărzilor și Consiliilor naționale române din această perioadă oferă o imagine sugestivă asupra mecanismului realizării marii uniri.
Următoarea sală este dedicată perioadei 1919-1947. Este prezentată dezvoltarea economică, politică și culturală a zonei arădene în contextul evoluției istorice a regatului României. 
Ultimele trei săli găzduiesc o expoziție care, printr-un bogat material fotografic, documente și piese tridimensionale, ilustrează evenimentele din decembrie 1989 care au răsturnat puterea comunistă la Arad.

### Științe ale naturii
Cele patru săli de expoziție ale secției de științe ale naturii (accesul dinspre Parcul Copiilor) se bucură de cel mai mare aflux de public.
În prima sală sunt ilustrate cunoștințele noastre despre univers prin colaje fotografice sugestive reprezentând galaxii, supergalaxii, supernove și sistemul nostru solar. O serie de machete ale unor rachete și nave cosmice punctează cele mai importante etape ale evoluției astronauticii în a doua jumătate a secolului XX.
Sectorul central al expoziției este ocupat de către colecția mineralogică și cea ecologică. Sunt etalate eșantioane care ilustrează toate clasele de minerale specifice vestului și nord-vestului României. Fauna și flora caracteristice județului Arad sunt prezentate într-o dioramă organizată în funcție de formele de relief : zona de șes (baltă, stepă, câmpie), de deal și de munte completată cu reconstituirea unui ecosistem de peșteră.
Piesele cele mai semnificative ale colecției paleontologice, majoritatea provenind din zona arădeană, sunt expuse împreună cu un bogat material complementar, menit să ofere o imagine sintetică asupra evoluției vieții pe pământ. Ultima sală, a acvariilor, este ocupată de o expoziție de pești exotici.

### Artă
Din 1984 Galeria de Artă a Complexului Muzeal Arad funcționează la etajul II al clădirii situate pe strada Gh. Popa de Teius, nr. 2 - 4 unde poate fi vizitată expoziția permanentă și, în paralel, diferite expoziții de artă, cu caracter temporar.
Expoziția permanentă, reorganizată în anul 1998, este reprezentativă pentru profilul colecției de artă și pune în valoare printr-o prezentare care combină diacronicul cu sincronicul, cele mai semnificative piese ale acesteia. Parcursul expunerii se desfășoara cronologic, cu repere limitate în intervalul secolelor XVI-XIX pentru arta europeană și secolele XIX-XX pentru arta românească.
Pictura europeană este reprezentată prin cele mai valoroase lucrări care aparțin școlilor italiană, flamandă, olandeză din secolele XVI-XVII, realizate de Jacob Gillig, Bartholomeus van der Helst, Jan Steen, Solomon van Ruysdael, Gerrit Lundens, Jacopo Palma il Giovanni.
Arta secolului XVIII este punctată prin gravurile lui Johann Elias Ridinger, pânzele lui Lacroix Marseille, Christian Brandt, școala lui Marinus van Roymerswaele.
Un spațiu considerabil este rezervat diferitelor centre de influența artistică din secolul al XIX-lea. Maniera de lucru cultivată și exersată în mediul Academiilor din Paris, München, Düsseldorf, Drezda, Viena, Budapesta este ilustrată prin lucrări semnate Alexander Wagner, Johann A. Gebhardt, Joseph Dannhauser, Hugo Mühlig, Hans Thorma, Olga Wisinger, Aggházy Gyula, Benczur Gyula, Liezenmeyer Sándor, Barabás Miklos, Munkácsy Mihály, Lotz Károly.
Existența unei importante colecții de artă decorativă, a permis reconstituirea unor interioare de epocă: Rococo, Empire, Biedermeier, dar și o prezentare comparativă a pieselor de mobilier caracteristice stilurilor europene: Renaștere, Ludovic XV, Ludovic XVI, Empire, Biedermeier, grupate pe criterii funcționale (stocare, etalare, sedere).
Colecția de porțelan și faianța este reprezentată printr-o micro-expoziție care prezintă creația unor centre europene din intervalul secolelor XVIII-XIX: Meissen, Viena, Elbogen, Schlagenwald, Sévres, Napoli, Urbino, Wegwood, Herend, Cluj-Napoca. Pandantul acestei colecții este cea de covoare orientale (Anatolia, Caucaz, Persia, India) sau lucrate în ateliere transilvane, în aceeași perioadă a secolelor XVIII - XIX.
Galeria de artă românească se axează pe prezentarea principalelor momente ale dezvoltării picturii românești. Este accentuat aportul personalităților reprezentative pentru începuturile picturii de șevalet, respectiv cel al pictorilor academiști: C.D.Rosenthal, Gheorghe Tattărescu, Constantin Lecca, Mișu Popp, a pașoptiștilor: Barbu Iscovescu, Ion Negulici sau cel al primilor peisagiști: Carol Popp de Szatmari, Henric Trenk. Căutările acestei prime generații de artiști sunt sintetizate prin opera fondatorului de școală Theodor Aman, iar mai apoi sunt continuate, însă la un alt nivel, de pictorii întemeietori de tradiție artistică și în egală măsură inovatori ai limbajului plastic autohton: Nicolae Grigorescu, Ion Andreescu, Ștefan Luchian.
Alături de creația unor artiști marcanți ai primei jumătăți de secol XX, care prin activitatea lor au integrat, la timpul respectiv, pictura românească în circuitul valorilor europene: Theodor Pallady, Gheorghe Petrașcu, Nicolae Tonitza, sunt expuse lucrări al căror subiect este peisajul în creația lui: Jean Al. Steriadi, Camil Ressu, Nicolae Dărăscu, Iosif Iser, Vasile Popescu.